# Данкварт, Владимир Эдуардович
Владимир Эдуардович Данкварт (1857—1918) — российский военный деятель и педагог,  генерал-лейтенант (1914). Директор Второго Московского кадетского корпуса (1907—1914).

## Биография
Родился 13 февраля 1857 года в Брянске в семье врача.
С 1877 года после окончания 2-й Московской гимназии поступил в Александровское военное училище, после окончания которого в 1879 году был произведён в прапорщики и выпущен в 16-ю артиллерийскую бригаду в составе 16-й пехотной дивизии. В 1880 году  был произведён в подпоручики, в 1882 году в поручики.
С 1889 года после окончания Николаевской академии Генерального штаба по II разряду, был произведён в штабс-капитаны и переведён в Главное управление военно-учебных заведений с назначением делопроизводителем по учебной части, а с 1895 по 1903 год — помощником инспектора классов Киевского военного училища. В 1895 году был произведён в капитаны, в 1898 году в подполковники, а в 1902 году за отличие по службе — в полковники. С 1903 года был назначен инспектором классов Полоцкого кадетского корпуса.
С 1905 по 1907 год являлся инспектором классов Киевского военного училища. С 1907 по 1914 год являлся директором Второго Московского кадетского корпуса. В 1908 году за отличие по службе произведён в генерал-майоры. В 1914 году уволен в отставку с производством в генерал-лейтенанты. После ухода в отставку жил в Киеве. 24 января 1918 года при взятии Киева войсками Муравьёва был арестован органами ВЧК и расстрелян на Резницкой улице у парадной подъезда дома №9, в котором проживал.

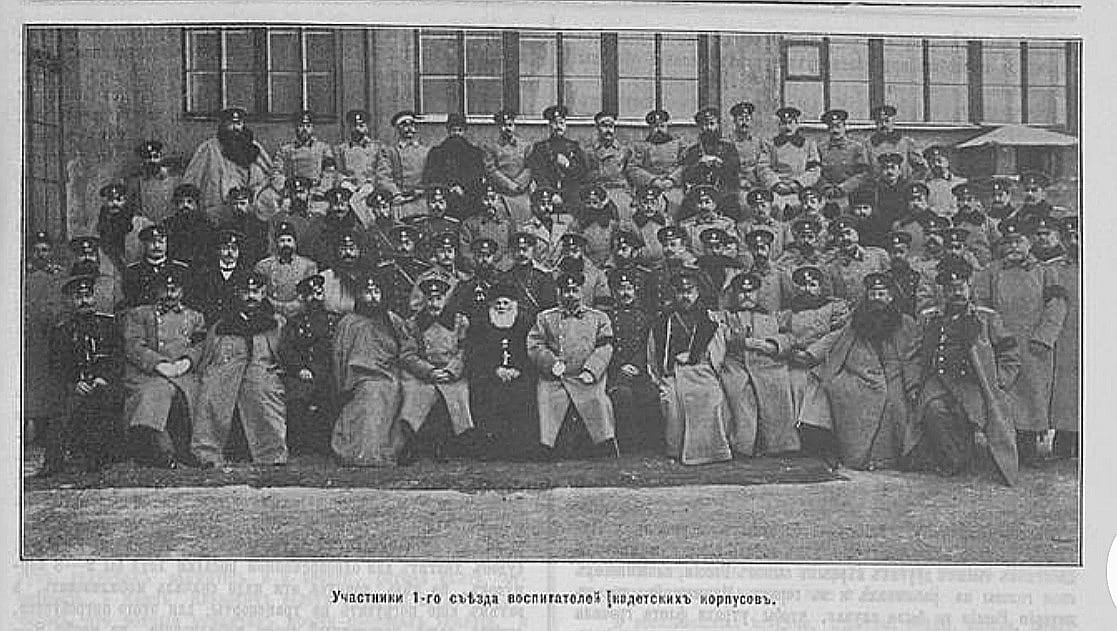
Первый ряд: А. И. Калишевский, Н. А. Хамин, Е. Е. Семашкевич, П. Н. Лазарев-Станищев, В. В. Римский-Корсаков, В. Э. Данкварт, В. А. Шильдер, Л. П. Войшин-Мурдас-Жилинский, Н. А. Радкевич, В. В. Григоров, Н. П. Попов, В. М. Кох. Второй ряд: Н. А. Зотов, М. Л. Салатко-Петрище, Н. Д. Казанцев, К. П. Сангайло, В. В. Цытович, М. А. Трубников, В. И. Греков, А. В. Полторацкий, Г. Ф. Гирс, А. Н. Зауервейд, Е. И. Глотов, А.Ф Вячеслов, И. И. Рыковский, Н. К. Михайловский, В. Д. Языков, А. Л. Вильке, Д. А. Агищев, Н. Н. Бахтин, А. Н. Антонов, Е. А. Заржецкий. Третий ряд: М. А. Угрюмов, Н. Г. Лукирский, В. В. Гаврилович, Ф. В. Гринев, Б. А. Вильбоа, В. П. Дзякович, И. А. Завадский, Г. Д. Дитерихс, М. И. Мягков, В. И. Попов-Азотов, Н. Л. Хитрин, В. О. Плошинский, А. С. Азарьев, Н. Д. Коптев, В. А. Муромцев, Ф. Н. Доннер, В. В. Смирнов, А. Д. Ромашкевич, Н. Н. Купчинский, М. А. Сафонов. Четвёртый ряд: К. К. Лютер, Н. С. Желязовский, В. С. Лавров, Б. А. Гартвиг, А. С. Манучаров, В. И. Бурков, Т. В. Львов, П. П. Шаховской, В. С. Яковлев, В. Д. Чемякин, П. П. Черепанов, И. Г. Денисов, В. В. Татаринов, Н. В. Петров. Санкт-Петербург. 1908 год

## Награды
- Орден Святого Станислава 3-й степени (1888)
- Орден Святой Анны 3-й степени (1893)
- Орден Святого Станислава 2-й степени (1896)
- Орден Святой Анны 2-й степени (1901)
- Орден Святого Владимира 4-й степени (1903)
- Орден Святого Владимира 3-й степени (1908)
- Орден Святого Станислава 1-й степени (1913)[2][6]